# El Belala
El Belala (în arabă البلالة) este o comună din provincia Oum El-Bouaghi, Algeria.
Populația comunei este de 2.477 de locuitori (2008).